# Sansi (langue)
Le sansi, aussi appelé sansiboli ou bhilki, est une langue indo-aryenne du groupe central, parlée par les Sansis au Rajasthan en Inde. Il est considéré comme une langues en voie de disparition.